# Староянзігітово
Староянзігі́тово (рос. Староянзигитово, башк. Иҫке Йәнйегет) — село (у минулому присілок) у складі Краснокамського району Башкортостану, Росія. Входить до складу Новоянзігітівської сільської ради.
Населення — 529 осіб (2010; 575 у 2002).
Національний склад:
- башкири — 90 %